# Mindo
Mindo es una población en el norte del Ecuador y la única Parroquia del cantón San Miguel de Los Bancos en la provincia de Pichincha, a unos 80 km al noroeste de Quito.

## Historia
Mindo fue considerado uno de los tambos más importantes del trayecto Esmeraldas-Quito, en esta zona Chasquis y Mindalaes descansaban e intercambiaban productos y mercancías. Existen varias versiones del significado del vocablo Mindo (mindu), una de ellas proviene de la palabra Mindalaes que significa mercaderes, otra versión describe que este vocablo se deriva de una palabra quichua cuyo significado es tierra de guayabas debido a la abundancia de este producto. (Corporación Ecológica Amigos de la Naturaleza de Mindo (CEANM), 1994).
Según documentos pertenecientes a CEANM (1994), esta zona fue habitada por una importante tribu Yumbo, personas que eran calificadas como; pacíficas, amigables y nobles sin embargo fueron conquistados por los Caras en su paso al Reino de Quito.
Mindo es una de las parroquias más antiguas de la región, (El 20 de mayo de 1861 este poblado fue declarado como la primera parroquia de la provincia de Pichincha por el presidente de la República de aquel tiempo Gabriel García Moreno). Mindo se encuentra ubicada al Nor-occidente de la provincia de Pichincha. Por la vía antigua Nono – Tandayapa – Mindo hoy conocida como la Eco-ruta “El Paseo del Quinde”, especial para la observación de aves y naturaleza. Y por la actual vía Mitad del Mundo, Calacalí, la Independencia, 78 km. hasta la Y de Mindo, y de allí 6 km. hasta el centro poblado.

Nos encontramos a 25 km en línea recta desde el cráter del Volcán Guagua Pichincha que tiene 4780msnm hasta Mindo a 1224msnm. con una temperatura promedio de 18 a 24 °C. coordenadas geográficas: 78° 44” de longitud Oeste, 0° 3” de latitud Norte, todos estos factores juntos hacen que Mindo posea una alta Biodiversidad de flora y fauna gracias a los diversos pisos altitudinales, microclimas variados, influencia de la cordillera del Choco y es por ello que poseemos una variedad increíble; más de 500 especies de aves, 400 especies de orquídeas, reptiles (Anolis proboscis), anfibios, insectos, mamíferos y mucho más.
Mindo fue denominado en octubre de 1997 como la primera Área de Importancia para la Conservación de las Aves de Ecuador y Suramérica, gracias a esta asignación se inicia el programa de Birdlife en Ecuador.
NOTA IMPORTANTE: Mindo gana el primer lugar en el conteo Navideño de aves en el año 2000, 2006, 2007, 2008, 2009 2010 y en el 2016 los mindeños reciben la gran satisfacción de ser nuevamente los primeros en el Conteo Navideño de aves, que se lleva a cabo en más de 1000 lugares en el Mundo.
Entre 2001 y 2002 Mindo fue protagonista mundial por la movilización y actividades de protesta de lugareños y ecologistas, dentro del Ecuador así como en diversos países de Europa, EUA, India y Australia, para impedir la construcción de un oleoducto por la OCP Ecuador S.A que atraviesa ahora la región pues dichas actividades no tuvieron éxito. A pesar de la oposición de los lugareños y de los ecologistas el oleoducto fue construido e inició operaciones en noviembre del 2003 y hasta el 2010 transportó aproximadamente 375 millones de barriles de crudo pesado de varias empresas petroleras que tiene actividades en el Ecuador según señala la mencionada empresa.
Mindo forma parte de la Reserva de Biósfera del Chocó Andino de Pichincha, declarada por la UNESCO como tal el 26 de julio de 2018.

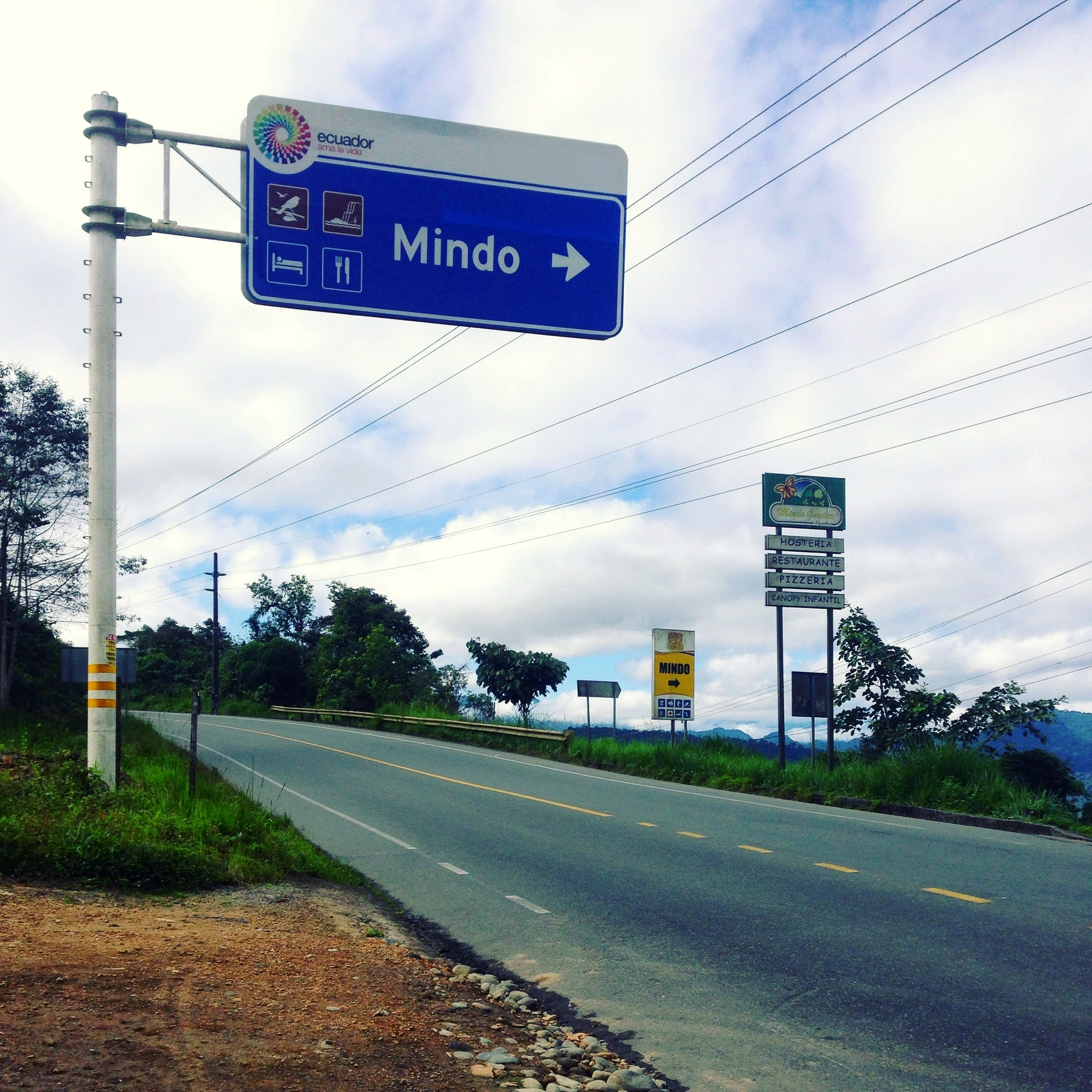
Entrada a Mindo en la vía Calacali-La Independencia.
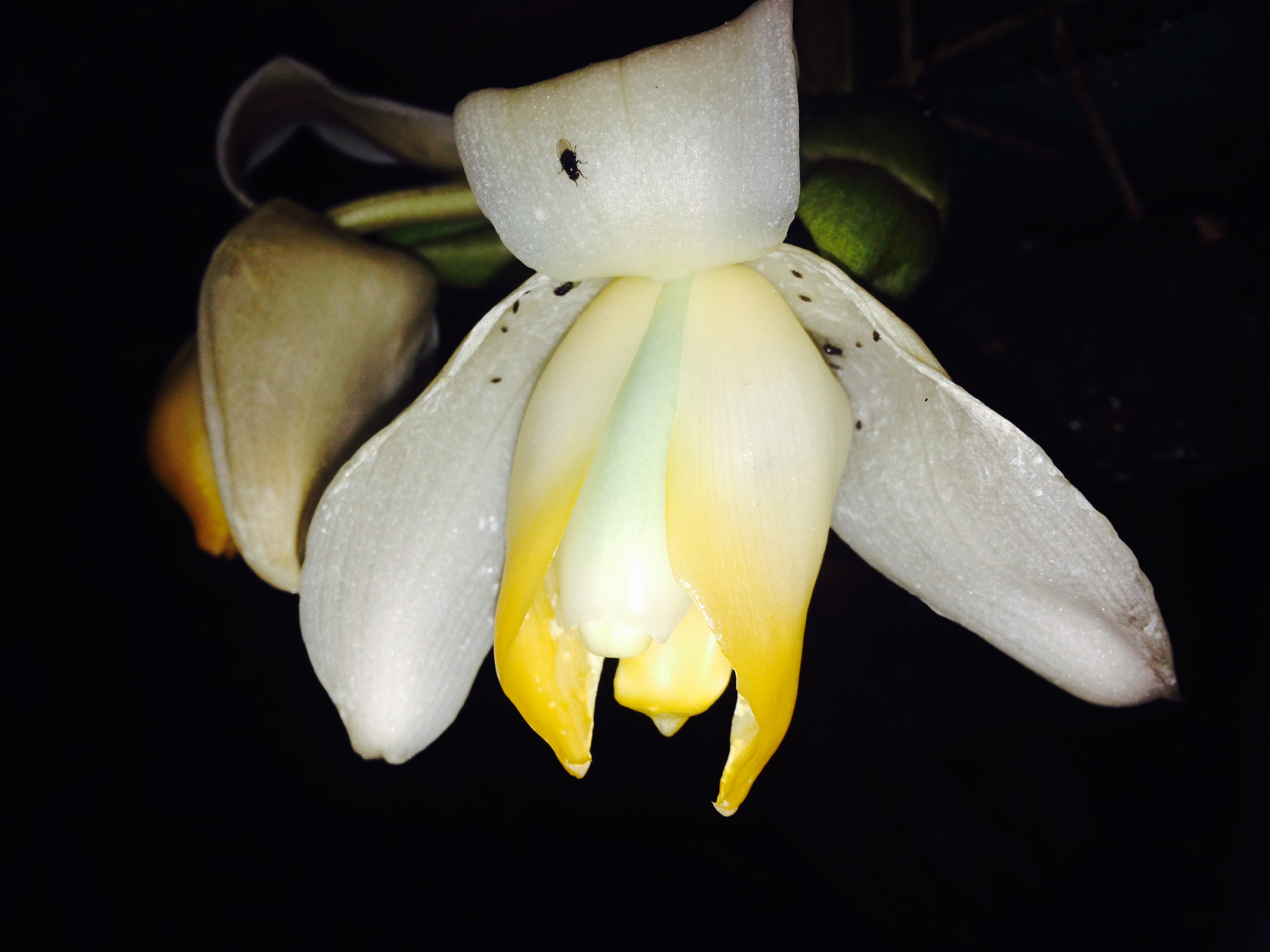
Mindo cuenta con más de 400 especies de orquídeas.
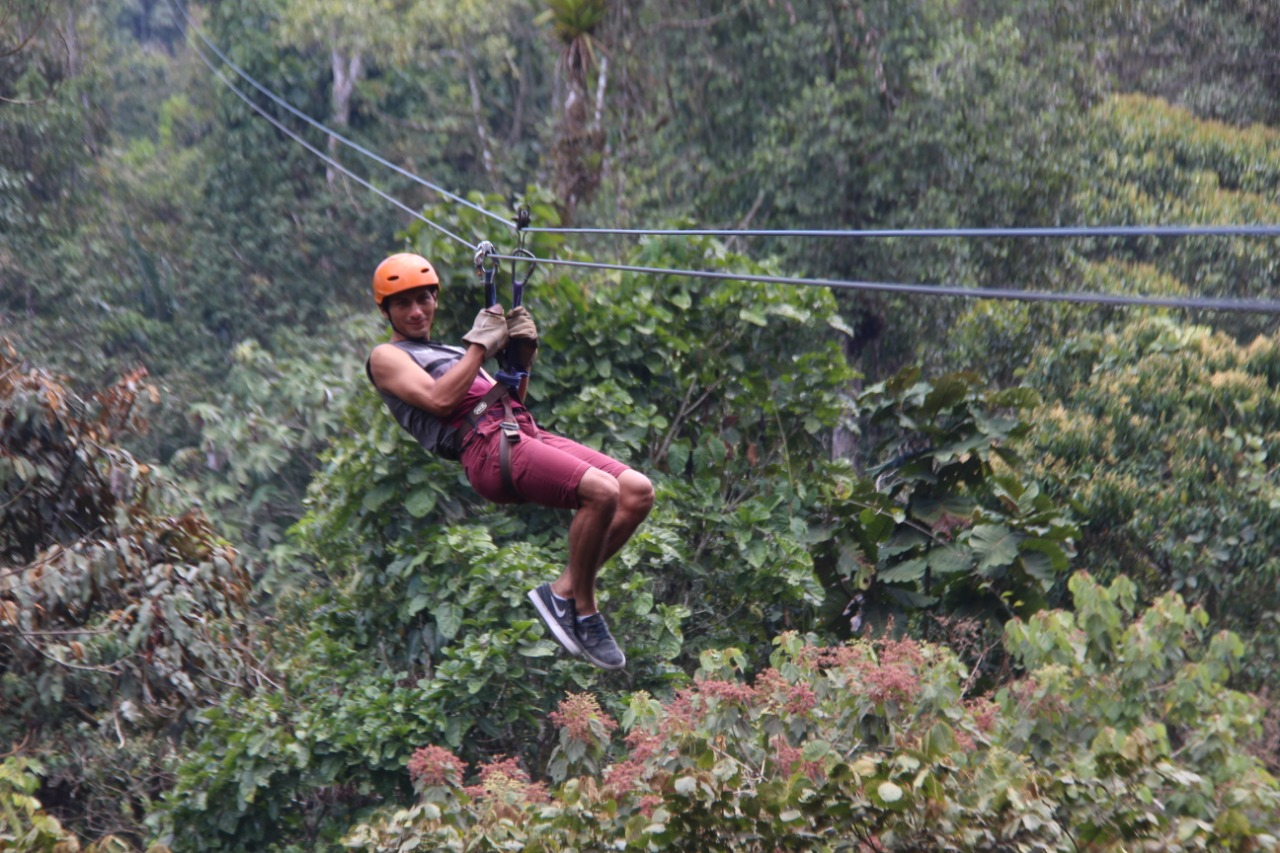
Deportes de aventura "canopy".
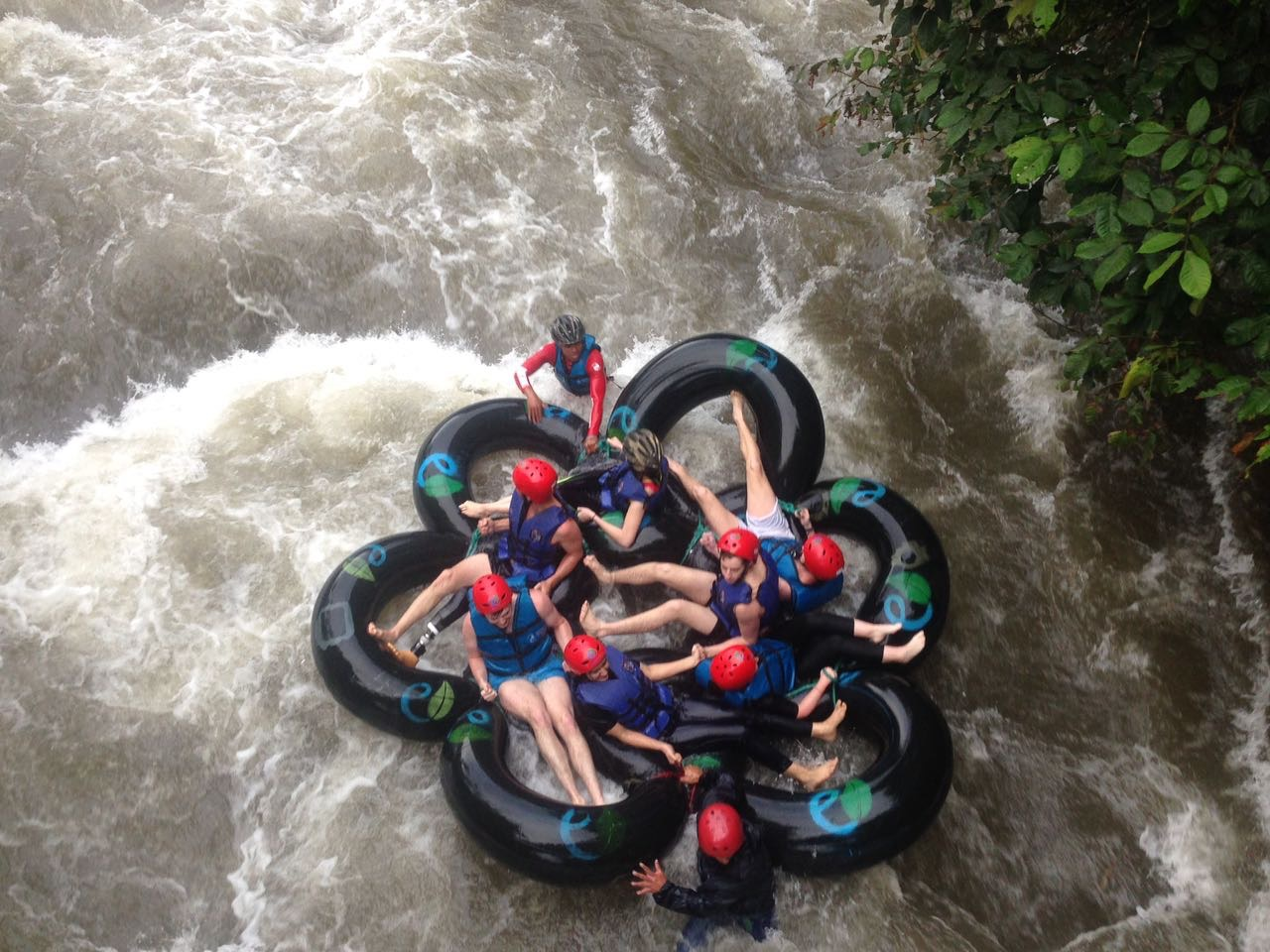
Tubing río Mindo.
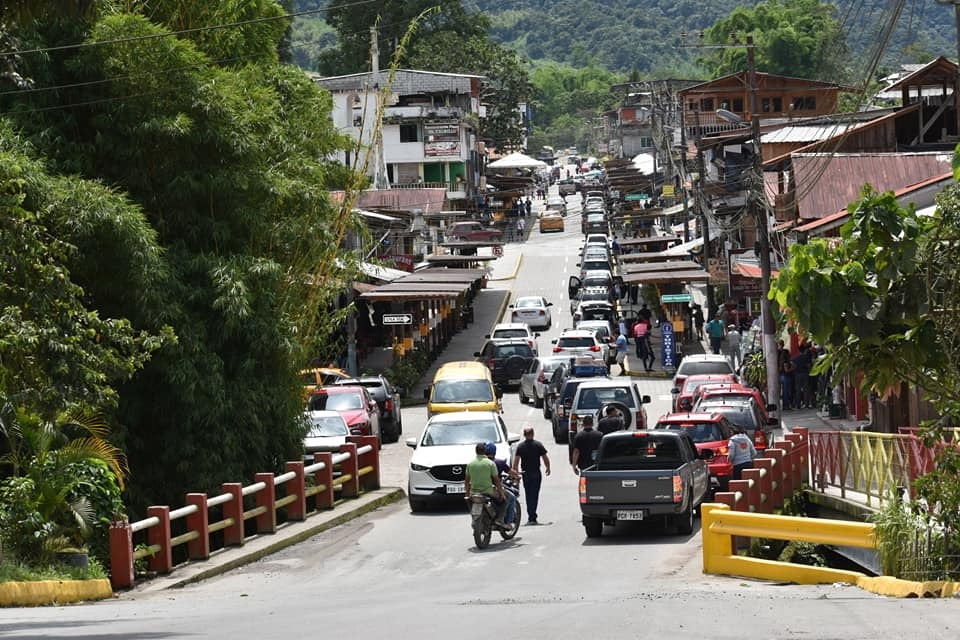
Puente entrada a Mindo.
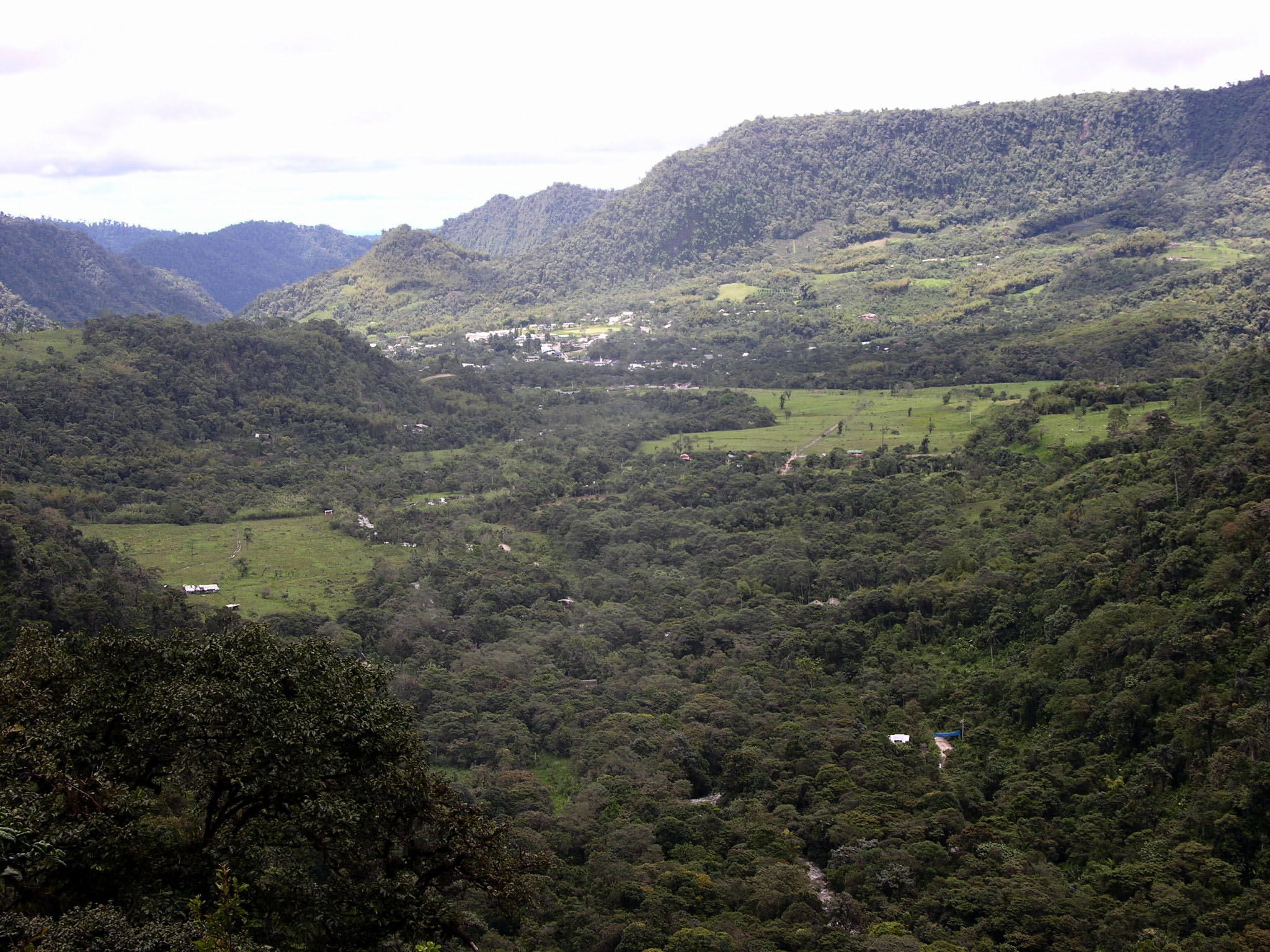
Valle de Mindo.
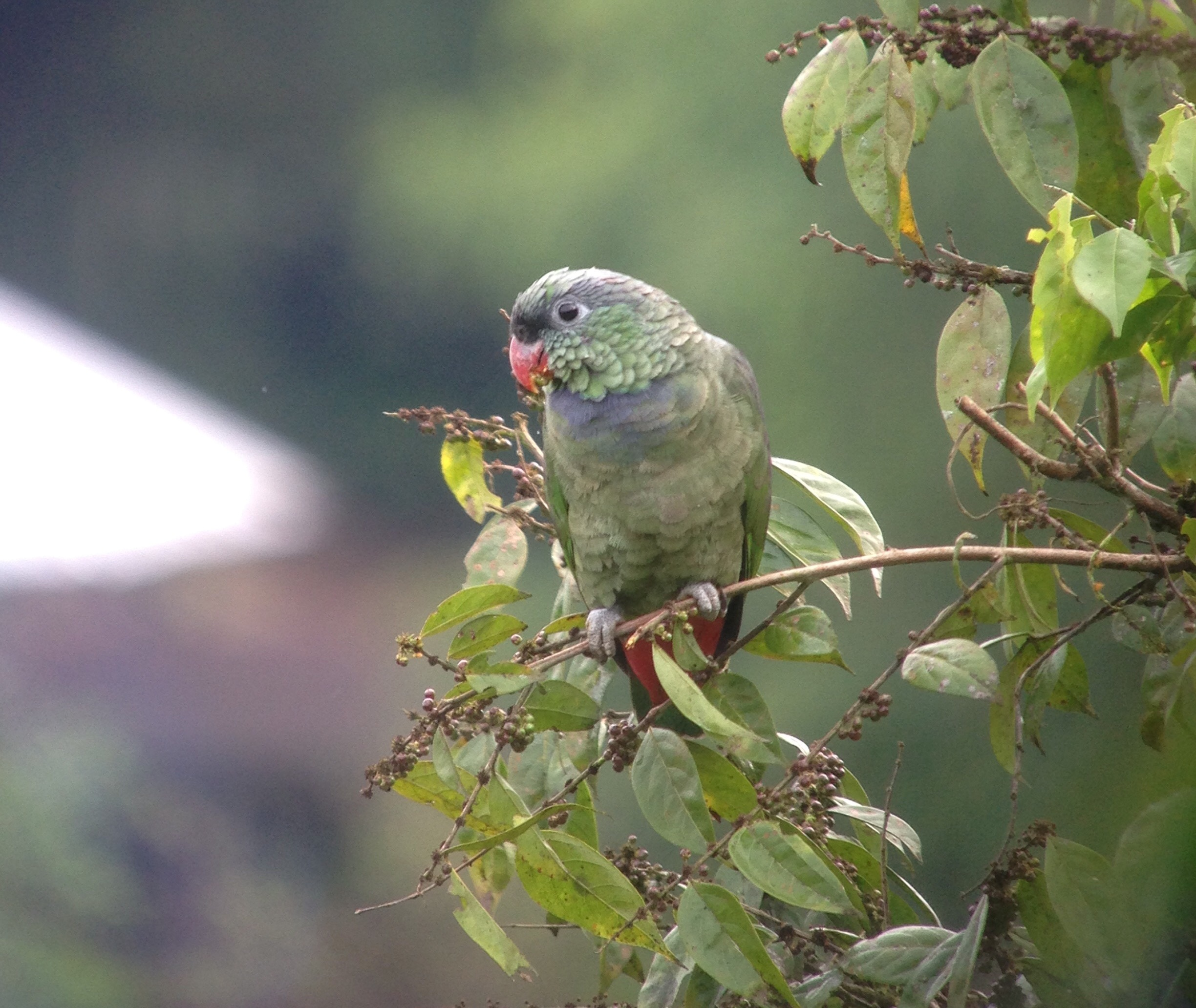
Mindo cuna de pajareros.
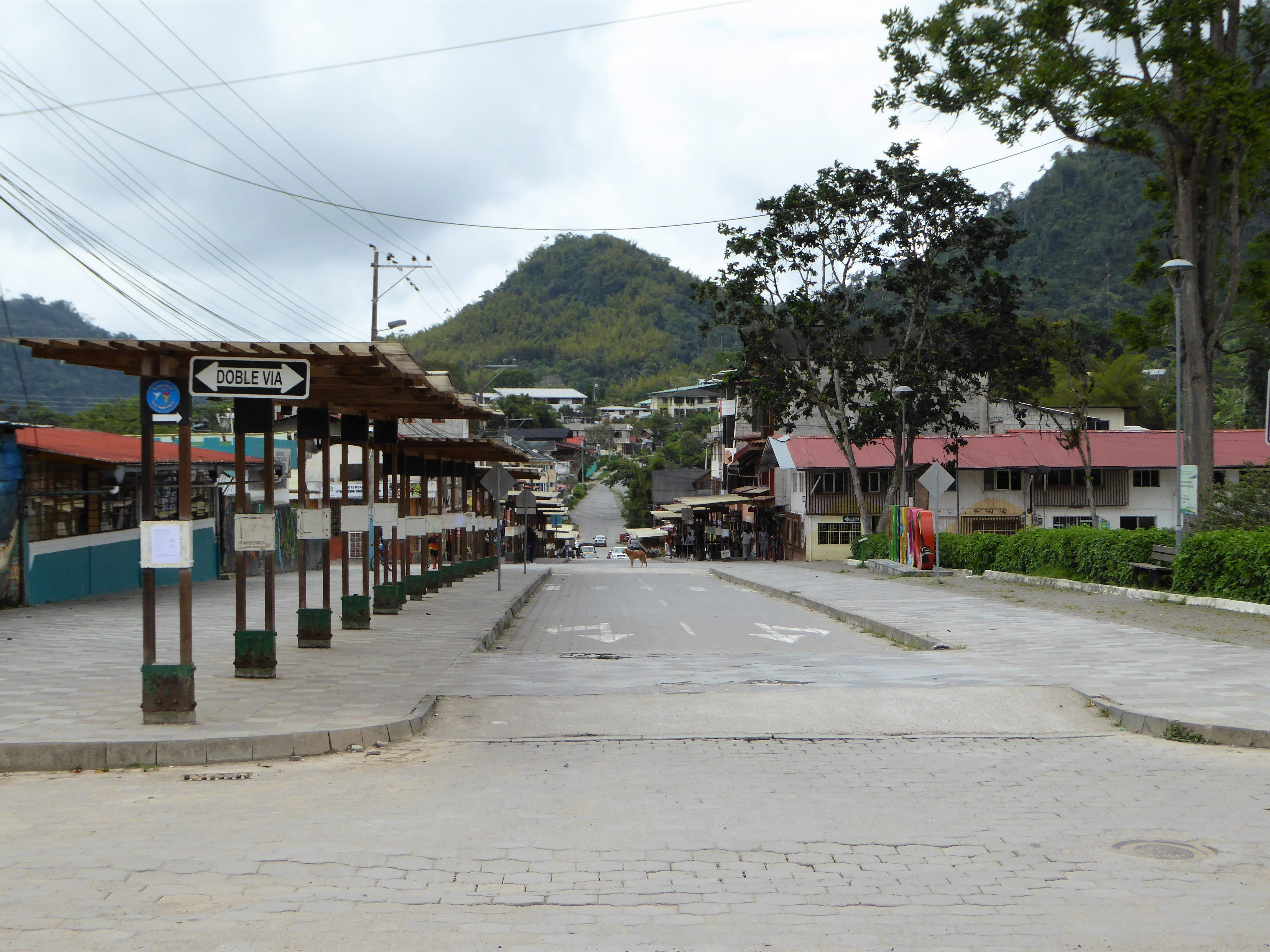
Mindo.
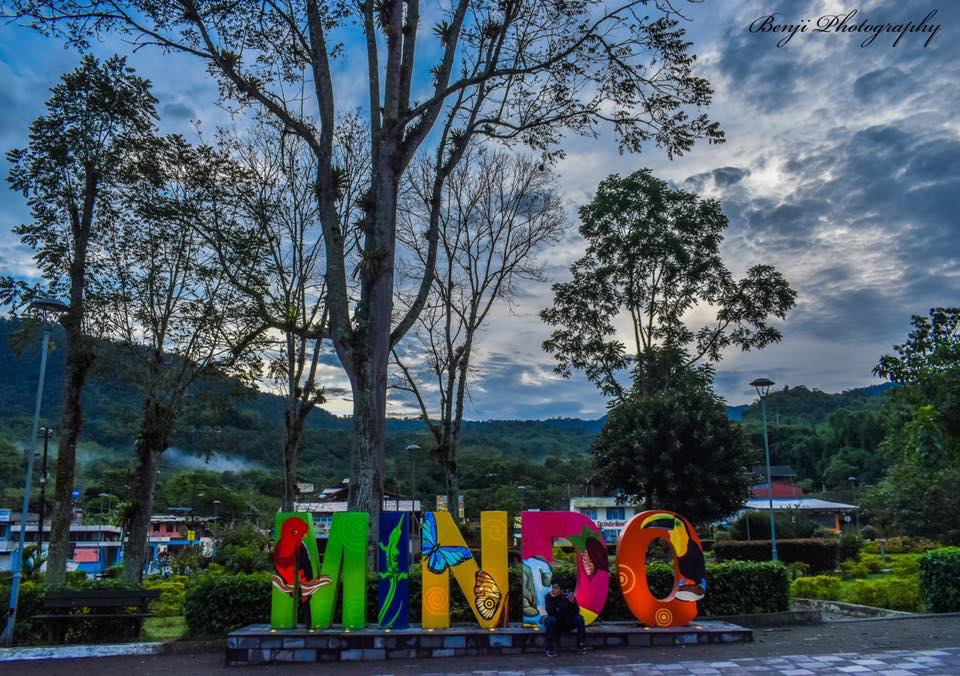
Parque de Mindo.

## Geografía
La conservación del bosque Mindo-Nambillo se forjó por la influencia de 2 alemanes que en ese entonces vivían en Mindo, uno de ellos era técnico en conservación mientras que Jaino vino a dar clases en el colegio de Mindo sobre carpintería y matemáticas, luego por alguna razón puso su taller en el pueblo donde iniciaron sus primeros alumnos como Pedro Peñafiel, José Pérez, Hugolino Oñate y otras personas. Por intermedio de este grupo se van involucrando otras personas, como Piter Simat, otro Alemán que era artista, escultor, pintor, fotógrafo entre los dos tenían una visión de Mindo a Futuro ya que la población vivía en ese entonces de la explotación de la madera, la cacería de las especies del bosque como venados, puercos de monte, guatusas, armadillos, guantas, pavas de monte, tucanes e incluso del Oso de anteojos u “oso Andino”, además de la ganadería extensiva.
Peter publica un artículo en el Comercio “Cuando Mindo sea un desierto” entonces con las charlas de los dos alemanes empieza a gestarse la idea de conservar nuestro bosque con Pedro Peñafiel a la cabeza, Hugolino Oñate, Cecilia Pérez, José Pérez, Gilberto Arias, María Elena Garzón, Inés Garzón, Milton Narváez, entre otras personas conformaron una corporación.
Posteriormente para la legalización de la corporación se necesitó el apoyo de otro grupo ecologista que fue Tierra Viva, finalmente se constituye corporación CEANM y se logra la declaratoria del Bosque Protector Mindo Nambillo y el grupo ecologista de Mindo toma fuerza, sirve como una referencia de conservación ambiental manejado por la comunidad y modelo para el Ecuador y el mundo. El Bosque Protector Mindo-Nambillo fue creado el 12 de abril de 1988 y posee una extensión de 19.537 hectáreas. (GAD Mindo, 2012)
Una vez declarado el bosque protector fue necesario buscar una actividad que genere beneficios económicos para que la población deje de lado las actividades extractivas, para lo que se consiguió el apoyo del Fondo Mundial para la Conservación de la Naturaleza, (WWF) quienes financiaron la iniciativa de este grupo de amigos; Hugolino Oñate, Efraín Toapanta, Milton Narváez, Segundo Román, Polidoro Quinchiguango, Rodrigo Tipan, Hugo Quiroz, Luchin Mora, Teófilo Pasquel, de crear “Pacaso y Pacaso” un centro de interpretación, senderos ecológicos y un programa de educación ambiental para la comunidad de Mindo, finalmente 1991 se creó el centro de información “Pacaso y Pacaso” quienes se encargaron de promover el turismo, incursionar en actividades como el tubing, capacitar a guías locales y además se logró promocionar a Mindo a nivel nacional e internacional, gracias a que en ese mismo año se publicó a Mindo como destino en el libro de viajes Lonely Planet.
Gracias al esfuerzo de este grupo de amigos, sus ideas y lucha constante por la conservación, ahora en día la población considera al turismo como una de sus principales actividades económicas.